# Vlag van Pekela

Vlag van de gemeente Pekela

De vlag van Pekela werd op 22 februari 1991 bij raadsbesluit vastgesteld als de gemeentelijke vlag van de Groningse gemeente Pekela. Hij kan als volgt worden beschreven:
Drie verticale banen rood-wit-blauw in een lengteverhouding 3:5:1 met op het midden van de witte baan het kofschip uit het wapen, in zwart silhouet, varende op drie ingeschulpte, onderling, verspringende zwarte golflijnen.
De vlag wordt gevormd door elementen uit het wapen van de gemeente, namelijk het kofschip en de kleuren rood, wit en blauw, in ongeveer dezelfde verhoudingen als op het wapen. Het ontwerp was van de Hoge Raad van Adel.

## Verwante afbeeldingen

Wapen van Pekela

Eemsdelta ·
Groningen ·
Het Hogeland ·
Midden-Groningen ·
Oldambt ·
Pekela ·
Stadskanaal ·
Veendam ·
Westerkwartier ·
Westerwolde